# Naucoria clavuligeroides
Naucoria clavuligeroides är en svampart som beskrevs av P.D. Orton 1984. Naucoria clavuligeroides ingår i släktet skrälingar och familjen Strophariaceae.   Inga underarter finns listade i Catalogue of Life.